# Współczynnik odsączalności
Współczynnik odsączalności – stosunek objętości wody, która może być zdrenowana grawitacyjnie z danej skały porowatej, do całkowitej objętości skały.
{\displaystyle \mu ={\frac {V_{o}}{V}}[-]}
gdzie:
{\displaystyle V_{o}} – objętość wody odsączonej ze skały,
{\displaystyle V} – objętość skały.